# Iglesia de Stor-Elvdal
La iglesia de Stor-Elvdal (en noruego: Stor-Elvdal kirke) es una iglesia parroquial de la Iglesia de Noruega en el municipio de Stor-Elvdal, en el condado de Innlandet, Noruega. Se encuentra en el pueblo de Negardshaugen. Es una de las iglesias de la parroquia de Stor-Elvdal que forma parte del prosti (decanato) de Sør-Østerdal en la diócesis de Hamar. La iglesia, blanca y de madera, se construyó con un diseño octogonal en 1821, según los planos elaborados por el arquitecto Sven Aspaas. La iglesia tiene capacidad para unas 450 personas.

## Historia
Los primeros registros históricos que existen de la iglesia se remontan al año 1318, pero ese no fue el año en que se construyó la iglesia por primera vez. La primera iglesia de Stor-Elvdal fue probablemente una iglesia de madera construida en el siglo XII. La iglesia se construyó en la isla Koppangsjordet, en el río Glomma, justo al sur de la actual ciudad de Koppang, y en aquella época se conocía como Koppangkirken. Históricamente, este lugar estaba en tierra firme, pero con el tiempo, el curso del río ha cambiado, creando una gran isla entre dos ramas del río. Las pruebas arqueológicas demuestran que la iglesia medía aproximadamente 10,7 por 5,4 metros. En algún momento del siglo XV, el río se desbordó y la iglesia sufrió importantes daños. La leyenda dice que algunos de los maderos acabaron en tierra firme, a un kilómetro al sur, en un terreno que más tarde se conoció como Kirkemoen. Los feligreses lo tomaron como una señal y, después de la inundación, se derribó la antigua iglesia y se construyó una nueva en el lugar donde acabaron los maderos.
Esta nueva iglesia estaba dedicada al arcángel Miguel, por lo que se conocía como Iglesia de San Miguel. Esta iglesia también era de duela de madera y tenía aproximadamente el mismo tamaño que el edificio anterior, 10,7 por 5,4 metros. Esta iglesia tenía el exterior alquitranado y no tenía torre. Algunos de los materiales rescatables de la antigua iglesia se reutilizaron en la construcción de este edificio. En 1625, la nave se amplió unos 3-4 metros hacia el oeste para dar más espacio a los asientos. En 1638-1640, la iglesia fue renovada, lo que incluyó la sustitución del tejado y un nuevo púlpito. En 1730, la iglesia se amplió de nuevo, esta vez añadiendo transeptos al norte y al sur para crear una planta cruciforme. También se construyó una sacristía en el extremo del ala oriental del edificio y una torre en el tejado. A finales del siglo XVIII, la iglesia estaba en mal estado y necesitaba ser reemplazada o reparada de forma significativa. Después de muchos debates y discusiones, se decidió construir una nueva iglesia en un nuevo emplazamiento a unos 1,4 kilómetros más al sur a lo largo del río.
La nueva iglesia fue diseñada por Sven Aspaas y tenía un diseño octogonal. La construcción comenzó en 1807, y en 1809 se terminaron los muros y se colocaron el tejado y la torre, así como la aguja de la antigua iglesia. Luego, la construcción se detuvo debido a las Guerras Napoleónicas, la angustia y el hambre. Las Guerras Napoleónicas fueron una serie de guerras a principios del siglo XIX que contribuyeron al fin del Reino de Dinamarca-Noruega. Además, el arquitecto Sven Aspaas murió en 1815. Hasta 1819 no se reanudaron los trabajos de construcción, dirigidos por Ole Evenstad. La iglesia fue consagrada el 12 de septiembre de 1821, aunque en ese momento no estaba totalmente terminada. Tras la consagración, las obras continuaron hasta alrededor de 1830 con la instalación de estufas de leña, el alquitranado del tejado, la pintura de las torres y el revestimiento exterior, y la pintura del interior.
Alrededor de 1890, se llevó a cabo una importante renovación con planos del arquitecto Herman Backer. Se construyó un nuevo coro en el extremo este del edificio octogonal. También se construyeron dos sacristías a ambos lados. También se construyó un pórtico en el extremo oeste del edificio. También durante esta renovación, se retiraron el tejado y la torre y se construyeron los muros 60 centímetros más altos antes de reconstruir el tejado y la torre. Se instaló un nuevo revestimiento exterior junto con nuevos bancos interiores y pintura interior. Se dice que ya no queda nada de la iglesia que construyó Sven Aspaas, salvo el esqueleto octogonal de madera. El edificio remodelado fue re-consagrado el 18 de marzo de 1891 por el obispo Arnoldus Hille.

## Galería media

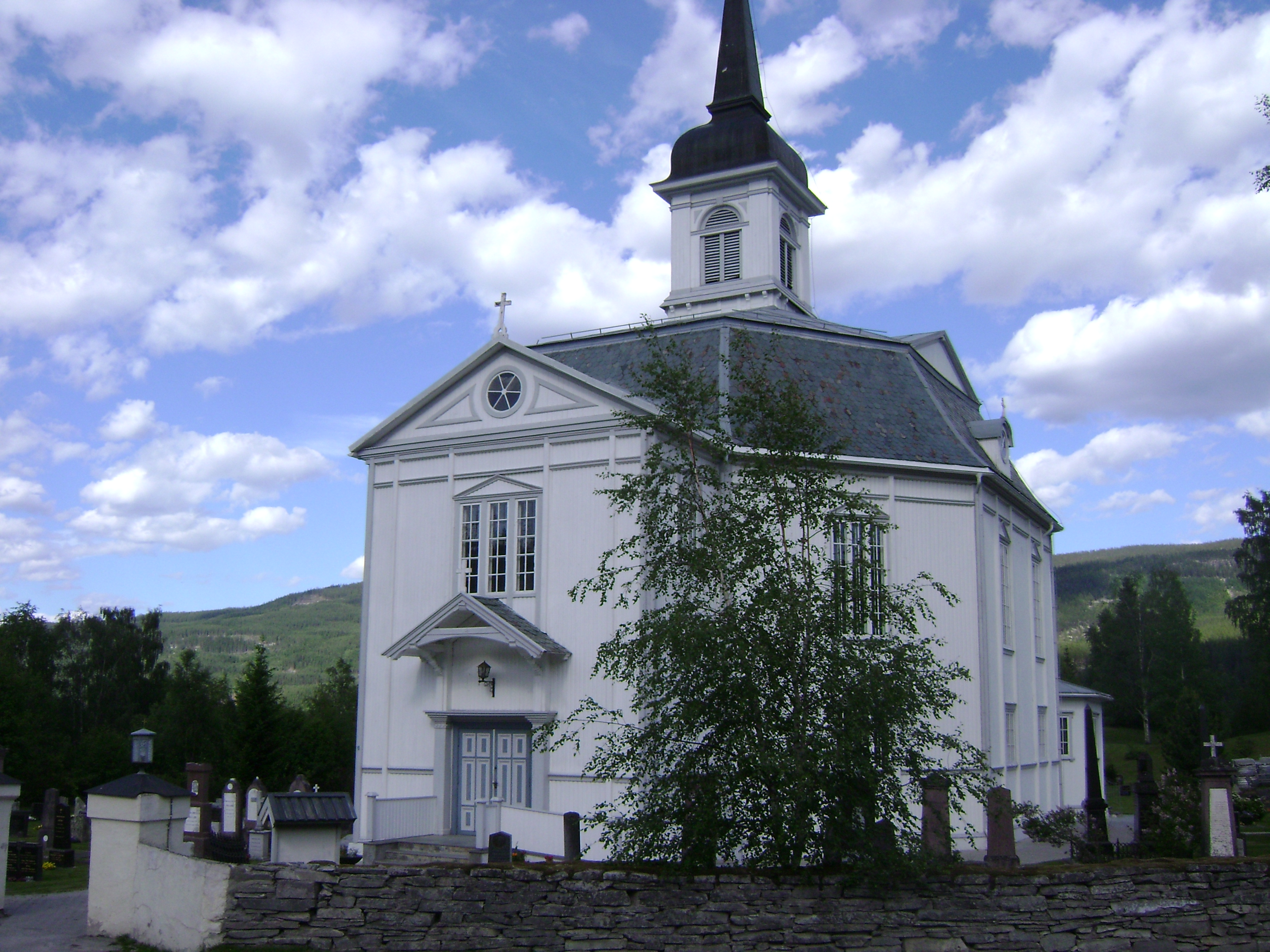
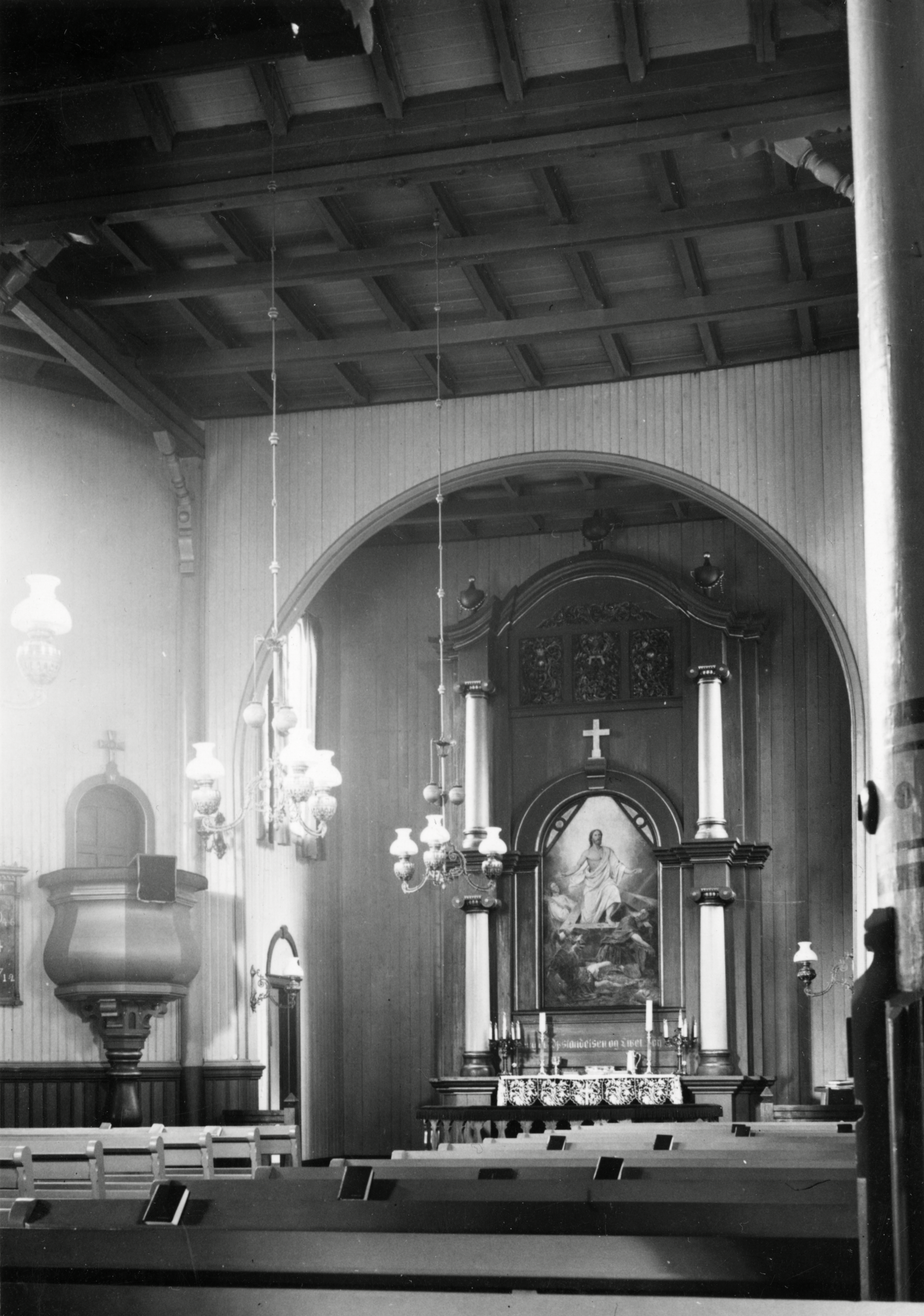
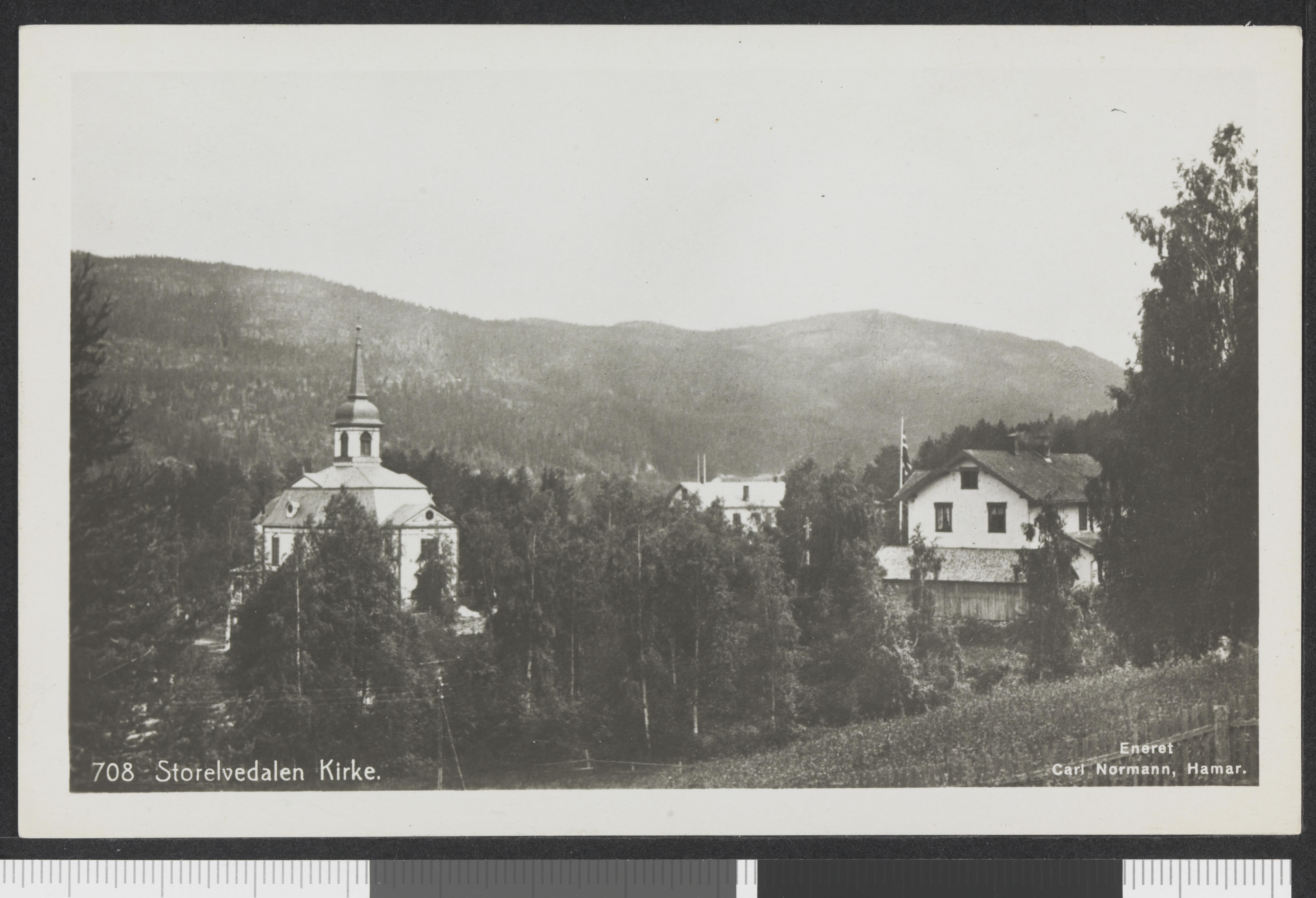